# 어반 컨템퍼러리 음악
어번 팝(Urban Pop)은 1970년대 초중반 뉴욕 라디오 DJ 프랭키 크로커가 흑인 음악의 대명사로 만들어냈다. 어반 컨템포러리 라디오 방송국은 전적으로 R&B, 팝 랩, 콰이어트 스톰, 어반 어덜트 컨템포러리, 힙합, 라틴 팝, 치카노 랩과 같은 라틴 음악, 레게와 쏘카와 같은 카리브해 음악 등으로 구성된 플레이리스트를 특징으로 한다. 
미국의 거의 모든 도시 현대식 라디오 방송국들은 뉴욕, 워싱턴, D.C., 디트로이트, 애틀랜타, 마이애미, 시카고, 클리블랜드, 필라델피아, 몽고메리, 멤피스, 세인트루이스, 뉴어크, 찰스턴, 뉴올리언스, 신시내티, 댈러스, 휴스턴, 오클랜드, 로스앤젤레스, 트렌턴, 컬럼비아, 잭슨빌, 플린트, 볼티모어, 보스턴, 버밍엄, 인디애나폴리스, 샬럿, 사바나, 하트포드, 잭슨 등 아프리카계 미국인들이 많이 거주하는 도시들에 위치하고 있다.
어번 팝은 R&B의 보다 현대적인 요소들을 포함하며 어번 유로팝, 어번 록, 어번 얼터너티브 등에서 볼 수 있는 생산 요소들을 포함할 수 있다.